# Irene Siragusa
Irene Siragusa (Poggibonsi, 23 giugno 1993) è una velocista italiana.
A livello internazionale ha vinto 3 medaglie in manifestazioni di categoria (tutte con la staffetta 4x100 m): due volte argento a Tallinn in Estonia (Europei juniores nel 2011 ed Europei under 23 nel 2015) e bronzo agli Europei under 23 nel 2013 a Tampere in Finlandia.
Detiene 2 record di categoria, entrambi stabiliti con la staffetta 4×100 m, uno promesse e l'altro juniores.
Ai campionati italiani assoluti nel 2014 ha fatto la doppietta 100–200 m, mentre a livello giovanile, ha vinto 14 medaglie con 6 titoli nazionali: due nella categoria cadette, uno in quella juniores e tre in quella promesse.

## Biografia

### Gli inizi, le società di militanza ed esperienze con la Nazionale
Ha frequentato l'Istituto Superiore San Giovanni Bosco a Colle di Val d'Elsa, dove vive e si allena, ed è iscritta all'Università per Stranieri di Siena.
È stata scoperta nelle manifestazioni scolastiche delle scuole elementari ed ha iniziato a praticare atletica, parallelamente all'attività di pattinaggio artistico a rotelle, nella Polisportiva Olimpia Colle per la quale ha gareggiato dal 2006 al 2008, allenata da Gianni Siragusa, ex marciatore, che l'ha seguita fino alla fine della stagione indoor 2009. Dal marzo del 2009 è allenata da Vanna Radi e dallo stesso anno corre per l'Atletica 2005 con cui gareggia in staffetta con la sorella minore (classe 1997) Ilaria.
È atleta di interesse nazionale della Federazione Italiana di Atletica Leggera, fa parte del Progetto Talento Nazionale (settore velocità) e ha più volte partecipato ai Raduni Nazionali giovanili del settore velocità.

### 2007-2008: prima medaglia-titolo italiano giovanile
Nel 2007 inizia ad ottenere le prime medaglie a livello nazionale ai campionati italiani cadetti, vincendo il titolo italiano giovanile sugli 80 m.
Nel 2008 vince il titolo italiano cadette nella staffetta 4 x 100 m con la rappresentativa toscana ed arriva quarta negli 80 m ai campionati italiani cadetti.

### 2009-2011: esordio agli assoluti indoor e con la nazionale giovanile, Europei juniores
Nel 2009 abbandona definitivamente il pattinaggio per dedicarsi completamente all'atletica leggera.
Arriva ottava sui 60 m indoor ad Ancona e sesta sui 100 m a Grosseto ai campionati italiani allieve.
Nel 2010 viene squalificata in finale sui 60 m ai campionati giovanili indoor e poi vince il bronzo sui 100 m ai campionati italiani allieve.
Nel 2011 esordisce con la Nazionale giovanile nel Triangolare giovanile indoor Germania-Italia-Francia ad Amburgo in Germania.
Poi gareggia agli Europei juniores di Tallinn in Estonia, fermandosi in batteria sui 200 m e vincendo l'argento con la staffetta 4 x 100 m.
Ai campionati italiani juniores giunge quarta sia sui 60 m indoor che sui 100 m.
Partecipa anche agli assoluti di Torino dove con l'Atletica 2005 chiude al dodicesimo posto con la 4 x 100 m.

### 2012: titolo italiano juniores e Mondiali juniores
Nel 2012 vince la medaglia d'argento sui 60 m ai campionati italiani juniores indoor e, sulla stessa distanza, conquista la finale agli assoluti indoor; ai campionati outdoor di categoria, conquista il titolo sui 200 m e l'argento sui 100 m.
Viene convocata di nuovo con la nazionale juniores per il triangolare indoor Francia-Germania-Italia a Val-de-Reuil in Francia e poi per i Mondiali juniores di Barcellona in Spagna dove arriva in semifinale sui 200 m e con la 4 x 100 m non va oltre la batteria

### 2013: diverse medaglie ai nazionali giovanili ed assoluti, Europei under 23 ed Europeo per nazioni
Nel 2013 ottiene 4 medaglie su 7 finali corse a livello nazionale: bronzo ai campionati italiani promesse indoor sui 60 m ed in precedenza, sulla stessa distanza, sesto posto agli assoluti. Poi due argenti su 100 e 200 m ai campionati promesse ed infine quarta sui 100 m, bronzo sui 200 m e nona con la staffetta 4 x 100 m agli assoluti outdoor di Milano.
A livello internazionale nello stesso anno gareggia agli Europei under 23 di Tampere in Finlandia ottenendo: un settimo posto sui 100 m, uscendo in batteria nei 200 m ed un bronzo con la staffetta 4 x 100 m.
Partecipa con la nazionale assoluta agli Europei a squadre a Gateshead in Gran Bretagna terminando settimo con la 4x100 m.

### 2014: doppietta di titoli italiani 100-200 metri da promessa ed agli assoluti, Europei
Nel 2014 a livello indoor ad Ancona, prima vince la medaglia d'argento sui 60 m ai campionati italiani promesse e poi arriva quinta agli assoluti.
Ai campionati italiani promesse di Torino fa l'accoppiata 100–200 m e poi si ripete agli assoluti di Rovereto.
Gareggia agli Europei a squadre in Germania a Braunschweig: finisce decima sui 200 m ed ottava con la 4x100 m.
Sfiora la medaglia di bronzo arrivando quarta con la staffetta 4x100 m agli Europei di Zurigo in Svizzera, mentre sui 200 m non riesce a superare la semifinale.

### 2015: ingresso nell'Esercito ed argento agli Europei under 23
Stagione indoor 2015, vittorie del titolo italiano promesse sui 60 m.
Durante l'estate dello stesso anno, entra a far parte dell'Esercito.

All'aperto ottiene due medaglie d'argento ai campionati italiani promesse, entrambe le volte dietro ad Anna Bongiorni.
Quarto posto con la 4x100 m agli Europei a squadre di Čeboksary (Russia).
Medaglia d'argento con la staffetta 4x100 m agli Europei under 23 di Tallinn in Estonia, sesto posto sui 100 m e batteria nei 200 m.
Vicecampionessa italiana con la staffetta 4x100 m agli assoluti di Torino, mentre nella gara dei 100 m è stata squalificata in finale.
Ai Mondiali cinesi di Pechino ha gareggiato come frazionista nella staffetta 4x100 m (contribuendo a realizzare con 43"22 il 2º miglior tempo italiano all time di specialità), ma non superando le batterie che davano accesso alla finale.

## Record nazionali
Seniores
- Staffetta 4×200 metri indoor (club): 1'36"21 ( Ancona, 19 febbraio 2017) (Raphaela Lukudo, Maria Benedicta Chigbolu, Chiara Bazzoni, Irene Siragusa)

## Progressione

### 60 metri piani indoor
| Stagione | Tempo | Luogo        | Data      | Rank. Mond. |
| -------- | ----- | ------------ | --------- | ----------- |
| 2022/23  | 7"30  | Ancona       | 21-1-2023 |             |
| 2021/22  | 7"36  | Ancona       | 30-1-2022 |             |
| 2020/21  | 7"31  | Ancona       | 24-1-2021 |             |
| 2019/20  | 7"30  | Ancona       | 25-1-2020 |             |
| 2018/19  | 7"37  | Ancona       | 17-2-2019 |             |
| 2017/18  | 7"32  | Ancona       | 18-2-2018 |             |
| 2016/17  | 7"40  | Ancona       | 19-2-2017 |             |
| 2015/16  | 7"39  | Ancona       | 6-3-2016  |             |
| 2014/15  | 7"52  | Firenze      | 24-1-2015 |             |
| 2013/14  | 7"44  | Ancona       | 8-2-2014  |             |
| 2012/13  | 7"52  | Ancona       | 17-2-2013 |             |
| 2011/12  | 7"50  | Val-de-Reuil | 3-3-2012  |             |
| 2010/11  | 7"58  | Amburgo      | 5-3-2011  |             |
| 2009/10  | 7"77  | Ancona       | 14-2-2010 |             |
| 2008/09  | 7"82  | Modena       | 8-3-2009  |             |
| 2008/09  | 7"82  | Modena       | 8-3-2009  |             |
| 2007/08  | 8"03  | Padova       | 9-3-2008  |             |

### 100 metri piani
| Stagione | Tempo  | Luogo            | Data      | Rank. Mond. |
| -------- | ------ | ---------------- | --------- | ----------- |
| 2023     | 11"40  | Pistoia          | 15-7-2023 |             |
| 2022     | 11"35  | Kladno           | 14-6-2022 |             |
| 2021     | 11"41  | Kladno           | 15-6-2021 |             |
| 2020     | 11"38  | Kladno           | 16-9-2020 |             |
| 2019     | 11"35  | Rieti            | 24-5-2019 |             |
| 2018     | 11"21  | Orvieto          | 17-6-2018 |             |
| 2017     | 11"31  | Taipei           | 24-8-2017 |             |
| 2016     | 11"47  | Arezzo           | 7-5-2016  |             |
| 2015     | 11"43  | Gainesville      | 24-4-2015 |             |
| 2014     | 11"43  | Rovereto         | 19-7-2014 |             |
| 2013     | 11"53  | Rieti            | 14-6-2013 |             |
| 2012     | 11"61  | Misano Adriatico | 15-6-2012 |             |
| 2011     | 11"89  | Bressanone       | 17-6-2011 |             |
| 2010     | 11"7 m | Siena            | 12-5-2010 |             |
| 2009     | 12"19  | Tivoli           | 13-6-2009 |             |

### 200 metri piani
| Stagione | Tempo | Luogo            | Data       | Rank. Mond. |
| -------- | ----- | ---------------- | ---------- | ----------- |
| 2023     | 23"07 | Kuortane         | 17-6-2023  |             |
| 2022     | 23"05 | Kladno           | 14-6-2022  |             |
| 2021     | 22"99 | Kladno           | 15-6-2021  |             |
| 2020     | 23"37 | Kladno           | 16-9-2020  |             |
| 2019     | 23"69 | Wuhan            | 23-10-2019 |             |
| 2018     | 23"06 | Firenze          | 27-5-2018  |             |
| 2017     | 22"96 | Taipei           | 26-8-2017  |             |
| 2016     | 23"39 | Sesto Fiorentino | 22-5-2016  |             |
| 2015     | 23"71 | Sesto Fiorentino | 7-6-2015   |             |
| 2014     | 23"27 | Rovereto         | 20-7-2014  |             |
| 2013     | 23"79 | Milano           | 28-7-2013  |             |
| 2012     | 23"75 | Barcellona       | 12-7-2012  |             |
| 2011     | 24"01 | Tallinn          | 23-7-2011  |             |
| 2010     | 25"25 | Lucca            | 19-9-2010  |             |
| 2009     | 25"84 | Campi Bisenzio   | 18-6-2009  |             |

## Palmarès
| Anno | Manifestazione          | Sede       | Evento      | Risultato  | Tempo | Note                                     |
| ---- | ----------------------- | ---------- | ----------- | ---------- | ----- | ---------------------------------------- |
| 2011 | Europei U20             | Tallinn    | 200 m piani | Batteria   | 24"01 | [ 7 ]                                    |
| 2011 | Europei U20             | Tallinn    | 4×100 m     | Argento    | 44"52 | [ 8 ]                                    |
| 2012 | Mondiali U20            | Barcellona | 200 m piani | Semifinale | 23"75 | [ 9 ]                                    |
| 2012 | Mondiali U20            | Barcellona | 4×100 m     | Batteria   | 45"15 | [ 10 ]                                   |
| 2013 | Europei U23             | Tampere    | 100 m piani | 7ª         | 11"78 | [ 11 ]                                   |
| 2013 | Europei U23             | Tampere    | 200 m piani | Batteria   | 24"08 | [ 12 ]                                   |
| 2013 | Europei U23             | Tampere    | 4×100 m     | Bronzo     | 43"86 | [ 13 ]                                   |
| 2014 | Europei                 | Zurigo     | 100 m piani | Semifinale | 11"53 |                                          |
| 2014 | Europei                 | Zurigo     | 200 m piani | Semifinale | 23"50 | [ 14 ]                                   |
| 2014 | Europei                 | Zurigo     | 4×100 m     | 4ª         | 43"26 | [ 15 ]                                   |
| 2015 | World Relays            | Nassau     | 4×100 m     | Batteria   | dnf   |                                          |
| 2015 | Europei U23             | Tallinn    | 100 m piani | 6ª         | 11"75 | [ 16 ]                                   |
| 2015 | Europei U23             | Tallinn    | 200 m piani | Batteria   | 24"06 | [ 16 ]                                   |
| 2015 | Europei U23             | Tallinn    | 4×100 m     | Argento    | 44"06 | [ 16 ]                                   |
| 2015 | Mondiali                | Pechino    | 4×100 m     | Batteria   | 43"22 | [ 17 ]                                   |
| 2016 | Europei                 | Amsterdam  | 100 m piani | Semifinale | 11"78 |                                          |
| 2016 | Europei                 | Amsterdam  | 200 m piani | Batteria   | 23"87 |                                          |
| 2016 | Europei                 | Amsterdam  | 4×100 m     | 8ª         | 43"57 |                                          |
| 2017 | Mondiali                | Londra     | 200 m piani | Batteria   | 23"73 |                                          |
| 2017 | Universiadi             | Taipei     | 100 m piani | Argento    | 11"31 | Miglior prestazione personale            |
| 2017 | Universiadi             | Taipei     | 200 m piani | Oro        | 22"96 | Miglior prestazione personale            |
| 2017 | Universiadi             | Taipei     | 4×100 m     | Finale     | dnf   |                                          |
| 2018 | Giochi del Mediterraneo | Tarragona  | 200 m piani | 4ª         | 23"11 |                                          |
| 2018 | Giochi del Mediterraneo | Tarragona  | 4×100 m     | Bronzo     | 43"63 |                                          |
| 2018 | Europei                 | Berlino    | 100 m piani | Semifinale | 11"60 |                                          |
| 2018 | Europei                 | Berlino    | 200 m piani | Semifinale | 23"30 |                                          |
| 2018 | Europei                 | Berlino    | 4×100 m     | 7ª         | 43"42 | Miglior prestazione personale stagionale |
| 2019 | World Relays            | Yokohama   | 4×100 m     | 5ª         | 44"29 |                                          |
| 2019 | Mondiali                | Doha       | 4×100 m     | 7ª         | 42"98 |                                          |
| 2021 | Europei indoor          | Toruń      | 60 m piani  | Batteria   | 7"37  |                                          |
| 2021 | World Relays            | Chorzów    | 4×100 m     | Oro        | 43"79 | Miglior prestazione personale stagionale |
| 2021 | Giochi olimpici         | Tokyo      | 4×100 m     | Batteria   | 42"84 | Record nazionale                         |
| 2022 | Giochi del Mediterraneo | Orano      | 200 m piani | 4ª         | 23"27 |                                          |
| 2022 | Giochi del Mediterraneo | Orano      | 4×100 m     | Oro        | 43"68 |                                          |
| 2022 | Europei                 | Monaco     | 100 m piani | Semifinale | 11"56 |                                          |
| 2022 | Europei                 | Monaco     | 200 m piani | Semifinale | 23"46 |                                          |
| 2023 | Europei indoor          | Istanbul   | 60 m piani  | Semifinale | 7"39  |                                          |
| 2024 | Europei                 | Roma       | 200 m piani | Semifinale | 23"17 |                                          |
| 2024 | Europei                 | Roma       | 4×100 m     | Batteria   | 43"27 |                                          |
| 2024 | Giochi olimpici         | Parigi     | 4×100 m     | Batteria   | 43"03 |                                          |
| 2025 | World Relays            | Guangzhou  | 4×100 m     | Batteria   | 43"30 |                                          |

## Campionati nazionali
- 2 volte campionessa assoluta dei 200 m (2014, 2018)
- 2 volte campionessa assoluta dei 100 m (2014, 2017)
- 1 volta campionessa assoluta indoor dei 60 m piani (2020)
- 1 volta campionessa promesse indoor dei 60 m (2015)
- 1 volta campionessa promesse dei 200 m (2014)
- 1 volta campionessa promesse dei 100 m (2014)
- 1 volta campionessa juniores dei 200 m (2012)
- 1 volta campionessa cadette della staffetta 4x100 m (2008)
- 1 volta campionessa cadette degli 80 m (2007)

2007
- Oro ai Campionati italiani cadetti (Ravenna), 80 m - 10"47[18]

2008
- 4ª ai Campionati italiani cadetti (Roma), 80 m - 10"21[19]
- Oro ai Campionati italiani cadetti (Roma), 4×100 m - 48"24[20]

2009
- 8ª ai Campionati italiani allievi-juniores-promesse indoor (Ancona), 60 m - 7"98[21]
- 6ª ai Campionati italiani allievi (Grosseto), 100 m - 12"69[22]

2010
- In finale ai Campionati italiani allievi-juniores-promesse indoor (Ancona), 60 m - dq[23]
- Bronzo ai Campionati italiani allievi (Rieti), 100 m - 12"31[24]

2011
- 4ª ai Campionati italiani allievi-juniores-promesse indoor (Ancona), 60 m - 7"64[25]
- 4ª ai Campionati italiani juniores e promesse (Bressanone), 100 m - 11"94[26]
- 12ª ai Campionati italiani assoluti (Torino), 4×100 m - 48"23[27]

2012
- Argento ai Campionati italiani allievi e juniores indoor (Ancona), 60 m - 7"56[28]
- In finale ai Campionati italiani assoluti indoor (Ancona), 60 m - dns[29]
- Argento ai Campionati italiani juniores e promesse (Misano Adriatico), 100 m - 11"61[30]
- Oro ai Campionati italiani juniores e promesse (Misano Adriatico), 200 m - 23"59[31]

2013
- 6ª ai Campionati italiani assoluti indoor (Ancona), 60 m - 7"52[32]
- Bronzo ai Campionati italiani promesse indoor (Ancona), 60 m - 7"52[33]
- Argento ai Campionati italiani juniores e promesse (Rieti), 100 m - 11"61[34]
- Argento ai Campionati italiani juniores e promesse (Rieti), 200 m - 24"12[35]
- 4ª ai Campionati italiani assoluti (Milano), 100 m - 11"69[36]
- Bronzo ai Campionati italiani assoluti (Milano), 200 m - 23"79[37]
- 9ª ai Campionati italiani assoluti (Milano), 4x100 m - 48"12[38]

2014
- Argento ai Campionati italiani promesse indoor (Ancona), 60 m - 7"44[39]
- 5ª ai Campionati italiani assoluti indoor (Ancona), 60 m - 7"49[40]
- Oro ai Campionati italiani juniores e promesse (Torino), 100 m - 11"58[41]
- Oro ai Campionati italiani juniores e promesse (Torino), 200 m - 23"91[42]
- Oro ai Campionati italiani assoluti (Rovereto), 100 m - 11"51[43]
- Oro ai Campionati italiani assoluti (Rovereto), 200 m - 23"27[44]

2015
- Oro ai Campionati italiani juniores e promesse indoor (Ancona), 60 m - 7"54[45]
- Argento ai Campionati italiani juniores e promesse (Rieti), 100 m - 11"68[46]
- Argento ai Campionati italiani juniores e promesse (Rieti), 200 m - 24"09[47]
- In finale ai Campionati italiani assoluti (Torino), 100 m - dq[48]
- Argento ai Campionati italiani assoluti (Torino), 4x100 m - 45"28[49]

2016
- Bronzo ai campionati italiani assoluti indoor (Ancona), 60 m piani - 7"42
- Argento ai campionati italiani assoluti (Rieti), 100 m piani - 11"63

2017
- Bronzo ai campionati italiani assoluti indoor (Ancona), 60 m piani - 7"43
- Oro ai campionati italiani assoluti (Trieste), 100 m piani - 11"35
- Argento ai campionati italiani assoluti (Trieste), 200 m piani - 23"21

2018
- Argento ai campionati italiani assoluti indoor (Ancona), 60 m piani - 7"32
- Argento ai campionati italiani assoluti (Pescara), 100 m piani - 11"59
- Oro ai campionati italiani assoluti (Pescara), 200 m piani - 23"25

2019
- Argento ai campionati italiani assoluti indoor (Ancona), 60 m piani - 7"38

2020
- Oro ai campionati italiani assoluti indoor (Ancona), 60 m piani - 7"34
- Argento ai campionati italiani assoluti (Padova), 100 m piani - 11"36 w
- Argento ai campionati italiani assoluti (Padova), 200 m piani - 23"39

2021
- Argento ai campionati italiani assoluti indoor (Ancona), 60 m piani - 7"39
- Bronzo ai campionati italiani assoluti (Rovereto), 200 m piani - 23"38

2022
- Bronzo ai campionati italiani assoluti (Rieti), 200 m piani - 23"58
- 4ª ai campionati italiani assoluti indoor (Ancona), 60 m piani - 11"49

2023
- 4ª ai campionati italiani assoluti indoor (Ancona), 60 m piani - 7"35
- 4ª ai campionati italiani assoluti (Molfetta), 100 m piani - 11"68
- Bronzo ai campionati italiani assoluti (Molfetta), 200 m piani - 23"58

2024
- 4ª ai campionati italiani assoluti, 200 m piani - 23"19

2025
- 5ª ai campionati italiani assoluti indoor, 60 m piani - 7"36

## Altre competizioni internazionali
2013
- 7ª agli Europei a squadre ( Gateshead), 4×100 m - 44"35[50]

2014
- 10ª agli Europei a squadre ( Braunschweig), 200 m piani - 24"08[51]
- 8ª agli Europei a squadre ( Braunschweig), 4×100 m - 44"13[52]

2015
- 4ª agli Europei a squadre ( Čeboksary), 4×100 m - 43"72[53]